# يوسف بابا
يوسف بابا (مواليد 7 أغسطس 1979) هو عداء مغربي متخصص في المسافات المتوسطة. ولد في خنيفرة. وهو عضو في النادي التركي فنربخشه المتعدد الرياضات.